# Gérard Blitz (Wassersportler)
Gérard Blitz (* 1. August 1901 in Amsterdam; † 8. März 1979 in Ganshoren) war ein belgischer Schwimmer und Wasserballspieler. Er nahm 1920 im Alter von 19 Jahren an den Olympischen Sommerspielen in Antwerpen teil und gewann die Bronzemedaille über 100 Meter Rücken sowie als Mitglied der belgischen Mannschaft Silber im Wasserball.
Zwischen 1921 und 1927 hielt Blitz mit einer Zeit von 5:59.2 den Weltrekord über 400 Meter Rückenschwimmen. 1924 gewann Blitz mit der Wasserballmannschaft eine weitere Silbermedaille bei den Olympischen Sommerspielen von Paris sowie 1936 eine weitere Bronzemedaille bei den Olympischen Spielen in Berlin. Bei letzteren Spielen war er einer von 13 jüdischen Athleten, die eine Medaille gewannen.
Gérard Blitz war der jüngere Bruder des Wasserballspielers Maurice Blitz und der Onkel des Unternehmers Gérard Blitz, der 1950 den Club Med gründete.